# 日曜夕方トコロのココロえ
『日曜夕方トコロのココロえ』（にちようゆうがたトコロのココロえ）は、ニッポン放送ほかで1995年4月-2000年3月まで、日曜日夕方に放送されていたラジオ番組である。
パーソナリティは所ジョージ。アシスタントとして大森うたえもんが出演していた。

## 概要
初期は昭和シェル石油の単独スポンサー（当時所ジョージは昭和シェル石油のCMに出演していた）であったため、「昭和シェル石油Presents 日曜夕方トコロのココロえ」であったが、後に昭和シェル石油が降りて複数社スポンサーとなった。
この番組の原型としては、1980年代後半～1990年3月にかけて放送された、ニッポン放送「トコロのココロ」という番組の続編的番組である。
毎週、番組後半で所ジョージが必ず曲の弾き語りをしていた。
「ちょっと違うけどよく似てる」「普通な奴、マニアな奴、親父な奴」「マグマ出ました」など、各コーナーでペンネーム「ホモサピ鉛筆（後に番組スタッフに登用される）」と「マチカネジンダイコ（後のコハゼ）」のネタの応酬が番組を盛り上げた。
番組収録はニッポン放送本社ではなく、ほとんど所ジョージの自宅で行っていた。

## 放送期間・日時
- 1995年4月 - 1998年3月 毎週日曜16:10-17:40

（ただし、野球シーズンオフ期間の10月 - 3月は毎週日曜16:00-17:30）
- 1998年4月 - 2000年3月 毎週日曜16:00-17:00